# Everything Is Awesome
Everything Is Awesome (stylizováno Everything Is AWESOME!!!), v českém dabingu filmu Všechno je tu boží, je píseň kanadského indiepopového dua Tegan and Sara, ve které účinkuje americké komediální trio the Lonely Island. Píseň, jež je ústředním motivem filmu Warner Bros. Pictures LEGO příběh z roku 2014, napsali Shawn Patterson, Joshua Bartholomew, Lisa Harriton a the Lonely Island. Singl a popovou verzi uvedenou v závěrečných titulcích filmu produkoval Mark Mothersbaugh.
Verzi písně „Everything Is Awesome“, která zazněla ve filmu LEGO příběh a v propagačních materiálech k filmu, vytvořil Joshua Bartholomew a nazpívali ji Bartholomew a Lisa Harriton.
Dne 26. ledna 2014 se píseň poprvé objevila v americkém rozhlasovém pořadu Anything Anything with Rich Russo na rozhlasových stanicích WXPK, WRAT a WDHA.

## Videoklip
Ve videoklipu se objevuje lego verze Tegan and Sara a také Akiva Schaffer, Andy Samberg a Jorma Taccone z kapely the Lonely Island. Některé části videoklipu byly natočeny metodou brickfilm.

## Přijetí

### Komerční výkonnost
„Everything Is Awesome“ debutovala na 11. místě v žebříčku Dance/Electronic Songs, kde si ji v prvním týdnu stáhlo 34 000 lidí. V irské hitparádě se umístila na 11. místě[zdroj?] a v žebříčku Canadian Hot 100 dosáhla na 35. příčku. Píseň strávila šest týdnů po sobě v britském žebříčku singlů a jedenatřicet týdnů v britském žebříčku indie, přičemž začátkem března se v obou žebříčcích umístila na 17., respektive 2. místě. V americkém žebříčku Billboard Hot 100 se píseň umístila na 57. místě. Do konce června 2014 se ve Spojených státech prodalo 418 000 kopií a koncem téhož roku získala zlatý certifikát. Dne 14. července 2017 píseň získala platinový certifikát, neboť se jí od vydání prodalo více než 1 000 000 kusů.

### Představení na předávání Oscarů
Jako jedna z písní nominovaných na Oscara za nejlepší filmovou píseň se na slavnostním předávání cen v roce 2015 uskutečnilo rozsáhlé hudební představení písně „Everything Is Awesome“. Tegan and Sara vystoupili společně se skupinou The Lonely Island, hudebníkem a zpěvákem Markem Mothersbaughem ze skupiny Devo (který měl na sobě LEGO verzi energetické kopule Devo), DJem a bubeníkem Questlove ze skupiny The Roots a hercem Willem Arnettem, jenž měl na sobě kostým Batmana, který původně nosil Val Kilmer ve filmu Batman navždy z roku 1995. Arnett ve filmu propůjčuje Batmanovi hlas a zpívá posměšnou heavymetalovou skladbu „Untitled Self Portrait“, jejíž úryvek byl začleněn do vystoupení „Everything Is Awesome“ na předávání Oscarů.

## Ocenění a nominace
- nominace na nejlepší filmovou píseň na 87. ročníku udílení Oscarů[17]
- nominace na cenu Grammy za nejlepší píseň napsanou pro vizuální média[18]
- nominace na cenu Critics' Choice Movie Award za nejlepší píseň[19]
- 2014 Denver Film Critics Society[20] za nejlepší původní píseň
- nominace na cenu Asociace filmových kritiků Georgie 2014[21] za nejlepší původní píseň
- 2014 Hollywood Music In Media Award[22] za píseň - animovaný film
- 2014 Houston Film Critics Society[23] za nejlepší původní píseň
- 2015 Talk Film Society Awards za nejlepší původní píseň
- 2014 Iowa Film Critics[24] za nejlepší původní píseň
- Phoenix Film Critics Society Awards 2014[25] za nejlepší původní píseň
- nominace na Satellite Award[26] za nejlepší původní píseň
- Variety Artisans Award[27]

## Žebříčky a certifikace

### Týdenní žebříčky
| Žebříček (2014)                       | Nejvyšší pořadí |
| ------------------------------------- | --------------- |
| Australian ARIA Digital Track Chart   | 23              |
| Kanada (Canadian Hot 100)             | 35              |
| Irsko (IRMA)                          | 11              |
| Nový Zéland (Recorded Music NZ)       | 24              |
| Skotsko (OCC)                         | 18              |
| UK Singles (OCC)                      | 17              |
| UK Indie (OCC)                        | 3               |
| US Billboard Hot 100                  | 57              |
| US Comedy Digital Tracks (Billboard)  | 2               |
| US Dance/Electronic Songs (Billboard) | 7               |
| US Heatseekers Songs (Billboard)      | 2               |

### Žebříčky z konce roku
| Žebříček (2014)                       | Umístění |
| ------------------------------------- | -------- |
| US Dance/Electronic Songs (Billboard) | 28       |

### Certifikace
| Region                                                       | Certifikace | Certifikované jednotky/prodej |
| ------------------------------------------------------------ | ----------- | ----------------------------- |
| Spojené království (BPI)                                     | Stříbro     | 200 tisíc‡                    |
| Spojené státy (RIAA)                                         | Platina     | 1 milion‡                     |
| ‡Údaje o prodeji + streamování pouze na základě certifikace. |             |                               |

## Odkaz
- Tato píseň byla použita i v dalších dílech série Lego:
  - Verze se objevuje ve filmu LEGO Batman film v podání Richarda Cheese a skupiny Lounge Against the Machine.
  - V lednu 2019 byla píseň znovu použita v hudebním videoklipu k propagaci filmu LEGO příběh 2, kde na ni tančily původní i nové postavy.[41] Vznikla také 360stupňová verze.
  - Ve filmu LEGO příběh 2 zazní „tween remix“ na ukulele s novými verši od skupiny Garfunkel and Oates.
  - Ve filmu LEGO příběh 2 postavy na sklonku filmu zpívají poměrně smutnou reprízu písně s názvem „Everything's Not Awesome“.
  - V rozšíření Lego Speed Champions pro hru Forza Horizon 4 přibyla herní rozhlasová stanice Radio Awesome, jejíž jedinou skladbou je „Everything Is Awesome“.
- V červenci 2014 byla píseň znovu použita ve videu organizace Greenpeace na podporu petice vyzývající společnost The Lego Group, aby se vzdala partnerství se společností Shell.[42]
- V roce 2021 byla vydána sada Lego Everyone Is Awesome v barvách duhové vlajky LGBT, vlajky trans pride a černé a hnědé barvy představující barevné LGBT osoby. Jednalo se o první sadu Lego, která představovala LGBT komunitu.[43][44]
- V roce 2024 byla součástí sady Lego Retro Radio zvuková kostka, přičemž jedním ze zvukových klipů byla znovu nahraná verze písně „Everything Is Awesome“ v akustické verzi inspirované country.